# Bahnhof Jever
Der Bahnhof Jever ist eine Betriebsstelle an der Ostfriesischen Küstenbahn in der Kreisstadt Jever im Landkreis Friesland in Niedersachsen.

## Lage
Der Haltepunkt befindet sich am Streckenkilometer 81,0 der Strecke Emden–Jever. Das Empfangsgebäude liegt am Anfang der Anton-Günter-Straße und befindet sich direkt neben dem Zentralen Omnibusbahnhof in Jever.

## Geschichte
1871 wurde Jever durch eine von Sande ausgehende Stichstrecke an die Bahnstrecke Oldenburg–Wilhelmshaven angeschlossen. Später kam mit der Strecke Emden–Jever eine zweite Anbindung dazu und Jever wurde zum Durchgangsbahnhof. 1890 wurde die Bahnstrecke Jever–Harle in Betrieb genommen. Das Besondere dieser Strecke war, dass es einen täglich wechselnden Tidefahrplan gab, der sich nach den Abfahrts- und Ankunftszeiten der Fähren nach Wangerooge richtete.
Auf der Strecke nach Harle wurde im Jahr 1987 der Personenverkehr eingestellt, 1990 folgte die Stilllegung. In Betrieb ist nur noch die Ostfriesische Küstenbahn nach Esens bzw. Wilhelmshaven Hbf.
Im Mai 2019 wurde der barrierefreie Ausbau des Bahnhofs sowie des Zentralen Omnibusbahnhofes (ZOB) durch die Verwaltung des Landkreises beschlossen.
Zu den Hochbauten des ehemaligen Bahnhofs gehören das Empfangsgebäude mit Güterschuppen, Lokomotivschuppen und Stellwerk, die unter Denkmalschutz stehen. Das 1871 errichtete Empfangsgebäude in der Schlosserstraße 45 ist ein eingeschossiger Ziegelbau unter einem Satteldach, an dem sich zweigeschossige Querbauten wie Risalite an den Giebelseiten befinden. Die Fassade ist symmetrisch gestaltet. Das Empfangsgebäude wurde 1911 umgestaltet.

## Bedienung
| Linie                    | Betreiber    | Zuglauf                                                                | Takt        |
| ------------------------ | ------------ | ---------------------------------------------------------------------- | ----------- |
| RB 59                    | NordWestBahn | Esens – Burhafe – Wittmund – Jever – Schortens – Sande – Wilhelmshaven | Stundentakt |
| Stand: 15. Dezember 2024 |              |                                                                        |             |

Heute wird der Haltepunkt primär im Schienenpersonennahverkehr (SPNV) bedient. Die Züge der Regionalbahnlinie RB 59 der NordWestBahn verkehren täglich im Stundentakt.
Er liegt bedingt durch seine Lage im Landkreis Wittmund im Tarifgebiet der Verkehrsverbund Ems-Jade, jedoch kommt dessen Tarif nur im Busverkehr, nicht im Schienenverkehr zur Anwendung. Es gilt der Niedersachsentarif. Es besteht zudem Anschluss an Regionalbusse. Am Bahnhof befindet sich zudem eine Bike-and-Ride-Anlage.
Durch die Anbindung der Stadt Jever mit der Großstadt Wilhelmshaven und der ostfriesischen Küste sowie der Erreichbarkeit des Fährhafens Bensersiel mit Anschluss nach Langeoog ab dem derzeitigen Streckenende in Esens ist der Bahnhof von touristischer Bedeutung für Jever.